# ورزشگاه آرنار
ورزشگاه آرنار (ارمنی: Արնար մարզադաշտ) ورزشگاه فوتبال در ایجوان، ارمنستان و ورزشگاه خانگی باشگاه فوتبال ایمپالس و باشگاه فوتبال شیراک بود.
این ورزشگاه در سال ۲۰۰۷ میلادی ساخته شده است و ظرفیت نشسته آن ۲٬۱۰۰ نفر است.